# Caribbean Combo
Caribbean Combo is een Nederlandse theatergroep die bestaat uit de cabaretiers Murth Mossel, Jandino Asporaat, Howard Komproe en Roué Verveer. De groep maakt theatershows en een komedieprogramma dat tijdens TV Lab werd uitgezonden door de VARA. Het televisieprogramma speelt zich voornamelijk af in de kleedkamer voorafgaand aan een optreden en werd in een theater met live-publiek gefilmd. In het programma was Do te gast. Ze speelde mee in een sketch en zong een lied.

## Voorstellingen
- 2010 - Daar zal je ze hebben
- 2011 - De kerstspecial
- 2012 - Ze ZIJN er weer!
- 2018 - Ze zijn terug
- 2019 - Mission is possible